# Jens Ravn (forfatter)
 For alternative betydninger, se Jens Ravn. (Se også artikler, som begynder med Jens Ravn)
Jens Ravn (født 9. januar 1941 på Frederiksberg, død 5. februar 2025 i Frankrig) var en dansk forfatter, filminstruktør og producent. Efter i mange år at have været en central figur i dansk film, debuterede han i 2011 med den anmelderroste roman, Gæsten. I 2013 fulgte han sin første roman op med krimi-dramaet Lucifers Hævn.I 2014 udgav han "Forestillingen om en kvindes død" og i 2016 "Skuespilleren og andre fortællinger", som i et par af novellerne hentede inspiration fra Jens Ravns lange karriere i filmbranchen. I 2018 kom romanen "Foran dine øjne", som handler om overvågning og kærlighed.
Jens Ravn fik sin filmuddannelse på Palladium Filmstudie fra 1959-64, hvor han bl.a. var instruktørassistent for Carl Th. Dreyer. I 1969 debuterede han som instruktør med filmen Manden der tænkte ting med manuskript af Henrik Stangerup og udvalgt til hovedkonkurrencen på Cannes Film Festivalen samme år. I 1971 fulgte en filmatisering af Aksel Sandemoses Tjærehandleren og i 1981 instruerede Jens Ravn Ulvetid efter eget manuskript over Helle Stangerups roman af samme navn. Mest kendt blev instruktøren Jens Ravn nok for tv-serien i 1977 efter Hans Kirks Fiskerne.
Fra begyndelsen af 80'erne drev Jens Ravn egen produktionsvirksomhed og producerede op mod 100 fiktions- og fakta-titler og instruerede et antal prisbelønnede dokumentarfilm. Han havde desuden gennem årene flere administrative stillinger, som bl.a. rektor på Den Danske Filmskole (1971-75) og programredaktør på Statens Filmcentral (1978-81) samt medlem af DRTV dramaturgiat.